# Elvis Stuglis
Elvis Stuglis (Riga, 4 luglio 1993) è un calciatore lettone, difensore dell'RFS Riga.

## Carriera

### Club
Ha giocato nella massima serie lettone.

### Nazionale
Dopo aver giocato nella nazionale giovanile Under-19, nel 2020 ha esordito nella nazionale lettone.

## Palmarès

### Club

#### Competizioni nazionali
- Campionato lettone: 7

Spartaks Jūrmala: 2016, 2017
Riga FC: 2018, 2019, 2020
RFS Riga: 2021, 2023, 2024
- Coppa di Lettonia: 4

Skonto: 2011-2012
Riga FC: 2019, 2021, 2024
- Coppa di Lega lettone: 2

Riga FC: 2017, 2018